# Truskawez
Truskawez (ukrainisch Трускавець; russisch Трускавец, polnisch Truskawiec) ist eine westukrainische Stadt mit etwa 34.000 Einwohnern.
Die Stadt im einstigen österreichischen Kronland Königreich Galizien und Lodomerien ist durch ihre Heilquellen und Rehabilitationszentren ein in der gesamten ehemaligen Sowjetunion bekannter Kurort. Die ersten Kureinrichtungen wurden hier 1836 geschaffen.

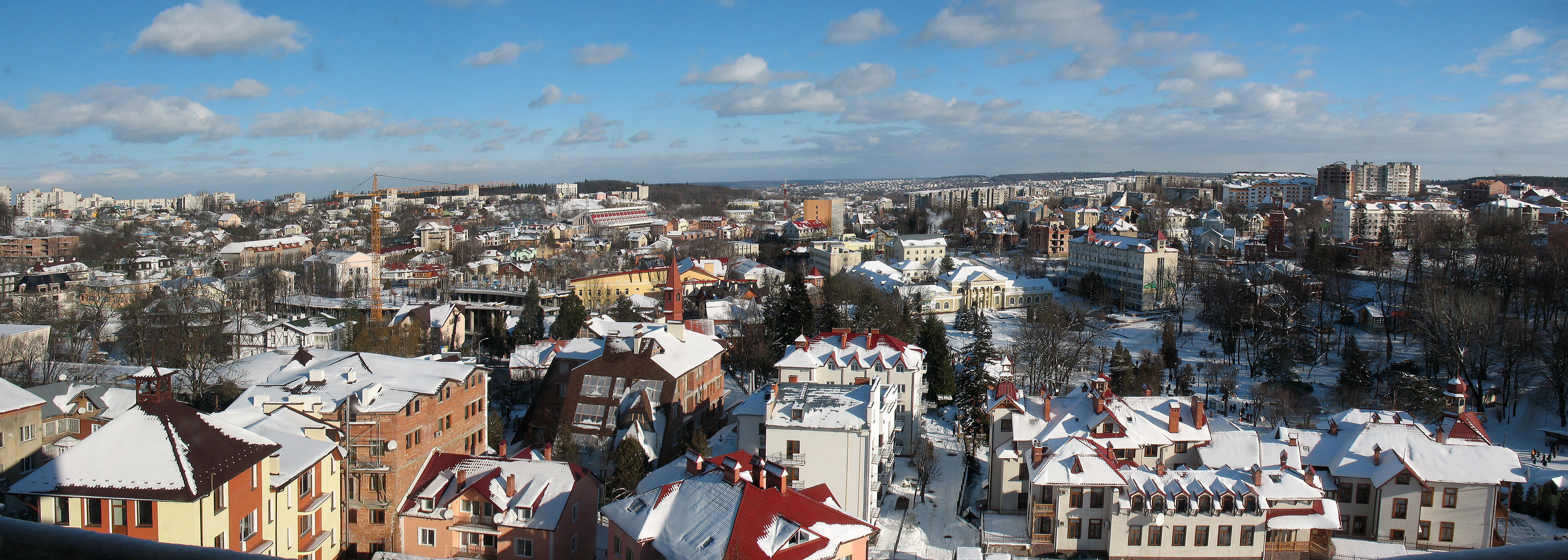
Panoramablick auf den Ort

## Geographie
Truskawez liegt auf 350 m bis 400 m Höhe an der Bahnstrecke Stryj–Starjawa im Süden der Oblast Lwiw etwa 100 km südlich der Oblasthauptstadt Lwiw im Hügelland vor den Karpaten. Die nächstgrößere Stadt ist Drohobytsch.
Am 12. Juni 2020 wurde die Stadt zum Zentrum der neu gegründeten Stadtgemeinde Truskawez (Трускавецька міська громада/Truskawezka miska hromada). Zu dieser zählen auch die 7 in der untenstehenden Tabelle aufgelistetenen Dörfer; bis dahin war sie einziger Ortsteil der Stadtratsgemeinde Truskawez.
Folgende Orte sind neben dem Hauptort Truskawez Teil der Gemeinde:
| Name                     | Name        | Name                      | Name        |
| ukrainisch transkribiert | ukrainisch  | russisch                  | polnisch    |
| ------------------------ | ----------- | ------------------------- | ----------- |
| Bystryj                  | Бистрий     | Быстрый (Bystry)          | Bystra      |
| Dobrohostiw              | Доброгостів | Доброгостов (Dobrogostow) | Dobrohostów |
| Modrytschi               | Модричі     | Модрычи                   | Modrycz     |
| Oriw                     | Орів        | Оров (Orow)               | Orów        |
| Symiwky                  | Зимівки     | Зимовки (Simowki)         | Zimówki     |
| Stanylja                 | Станиля     | Станыля                   | Staniła     |
| Ulytschne                | Уличне      | Уличное (Ulitschnoje)     | Uliczno     |

## Geschichte
Die ersten urkundlichen Erwähnungen des Ortes datieren vom Zeitraum 1469–1471. Truskawez war damals im Besitz der Könige von Polen und der Woiwodschaft Ruthenien zugeordnet. 1469–1470 war das Dorf an die Adligen Iwan und Stanisław Korytków verpfändet. Im Jahr 1471 übertrug Iwan Korytków wiederum die Pfandrechte am Dorf für 550 Hrywnja auf die Brüder Ignac von Tustanowice und Andrzej von Lubnia.
Die Heileigenschaften des Mineralwassers von Truskawez stellte bereits im Jahr 1578 Wojciech Oczko (1537–1599), Leibarzt und Sekretär der polnischen Könige Stephan Báthory und Sigismund III. Wasa, fest. Er merkte an, dass es nach seinen Charakteristiken den Wässern solcher bekannten europäischen Heilstätten, wie Rosenheim, Baden-Baden und Budapest, gleichwertig sei. Nach der ersten polnischen Teilung wurde die Stadt 1772 Teil Galiziens. Den Status eines Kurortes bekam Truskawez erst 1827, als hier die erste Wasserheilanstalt eröffnet wurde. Danach begann man in der Stadt aktiv die Infrastruktur zu entwickeln und Hotels, Pensionen und Villen zu errichten. Als eine der ältesten Villen in der Stadt gilt die aus Holz gebaute Villa „Gopljana“, in der sich heute das Kunstmuseum des bekannten Malers Mychajlo Bilas befindet. Im Jahr 1836 initiierte der Adlige Józef Micewski, Verwalter des staatlichen Vermögens in Truskawez, mit Unterstützung des späteren k.k. Innenministers Agenor Graf Gołuchowski (dem Älteren) den Bau eines Wellness-Komplexes.

„Bereits 1816 versuchte man in Wien und Prag die Straßenbeleuchtung mit gallizischem Bergöl, das in Truskawez und Sloboda gewonnen wird; ersteres gibt bei der Destillation 40, lezteres 10 Pzt Naphta.“

1853 wurde das Dorf von Erzherzog Karl Ludwig von Österreich besucht. Zum Ende des 19. Jahrhunderts verwandelte sich Truskawez zu einem der angesagten Heilkurorte Europas. Man kam hierher aus Wien, Krakau, Prag, Warschau und Berlin, um sich aufzufrischen. 1911 wurde eine eigene Eisenbahnstation eröffnet, und von 1913 an sah die Stadt rund 5000 Besucher pro Jahr.
Nach dem Zusammenbruch der österreichisch-ungarischen Monarchie, der anschließenden polnisch-ukrainischen bewaffneten Konflikte und einer eventuellen polnisch-sowjetischen Partition des ukrainischen Gebiets fiel Truskawez unter die Gerichtsbarkeit des polnischen Staates. In der kurzen Zeit unter polnischer Verwaltung (1920–1939) entwickelte sich Truskawez zu einem populären Kurort. In den 1920er und 1930er Jahren wurden hier fast 300 Hotels, Villen und Gästehäuser gebaut. Die Stadt erhielt drei Goldmedaillen als bester Kurort des Landes. Eine Reihe von prominenten polnischen Persönlichkeiten besuchte in dieser Zeit Truskawez, darunter Stanisław Wojciechowski, Józef Piłsudski, Leon Sapieha, Wincenty Witos, Ignacy Daszyński, Eugeniusz Bodo, Adolf Dymsza, Julian Tuwim, Stanisław Witkiewicz, Bruno Schulz, Zofia Nałkowska, Stanisława Walasiewicz, Halina Konopacka und Janusz Kusociński.
Am 29. August 1931 ermordeten Wassyl Bilas und Dmytro Danylyschyn, zwei ukrainische Aktivisten der Organisation Ukrainischer Nationalisten, den polnischen Abgeordneten Tadeusz Hołówko, als dieser seinen Urlaub in Truskawez verbrachte. Als Reaktion darauf ordnete die polnische Regierung eine weitere Welle von „Befriedung“ an, eine Repressionskampagne gegen ethnische Ukrainer. Dies vertiefte allerdings nur die Ressentiments gegen die polnischen staatlichen Behörden und die ethnische Spaltung in der lokalen Bevölkerung. Bilas und Danylyschyn wurden verhaftet, von einem polnischen Gericht zum Tode verurteilt und am 23. Dezember 1932 in Lwiw hingerichtet.
Im September 1939 besetzten sowjetische Truppen die Stadt, bis sie im Sommer 1941 von Deutschland okkupiert und dem Distrikt Galizien des Generalgouvernements angeschlossen wurde. Nach dem Zweiten Weltkrieg fiel die Stadt an die Sowjetunion, wurde der Ukrainischen SSR angegliedert und erhielt 1948 die Stadtrechte.

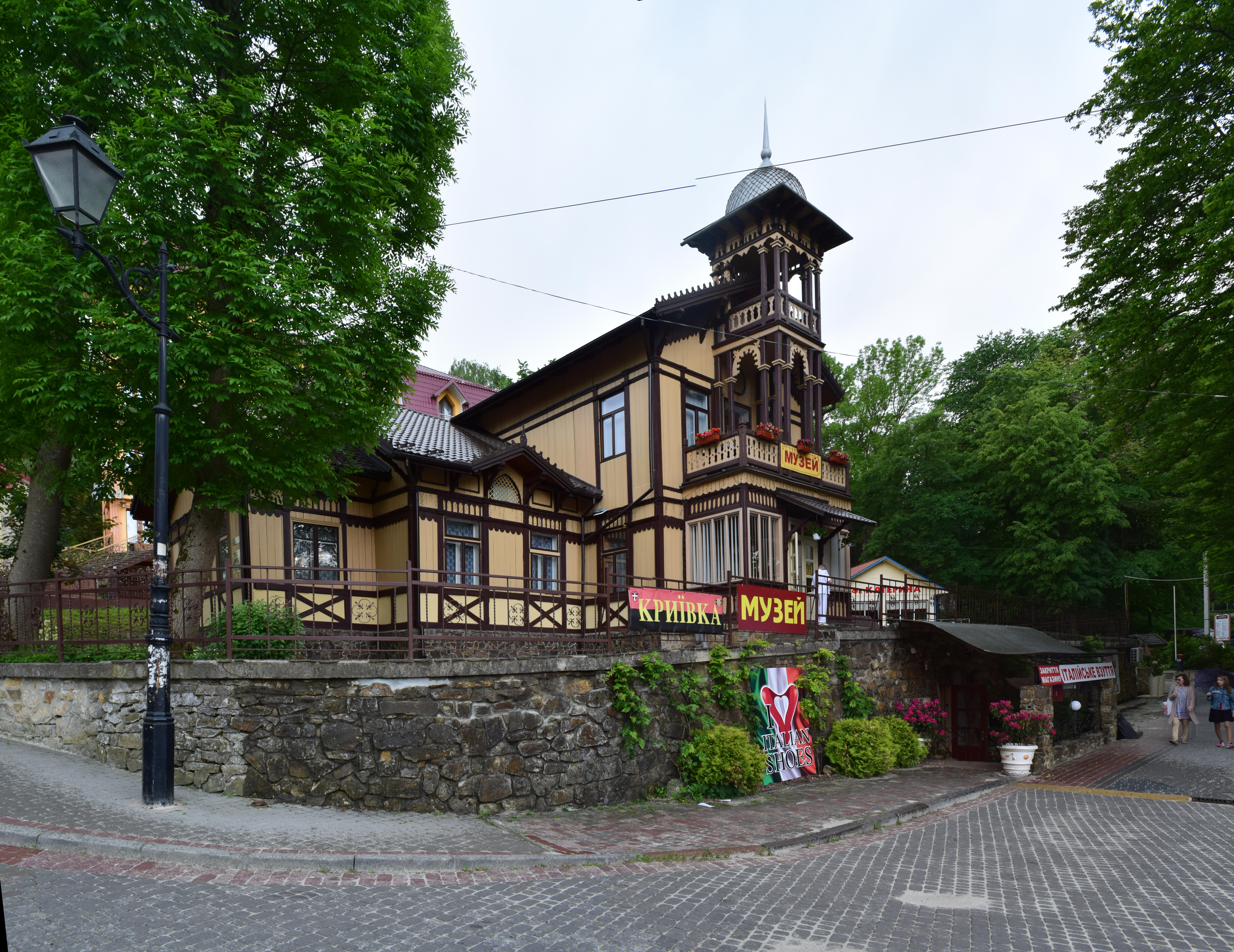
Stadthistorisches Museum

„Im Frühjahr 1945 wurden im Durchgangslager der Stadt Truskawez (Gebiet Drohobytsch) 420 Personen – Familienmitglieder der ukrainischen Untergrundkämpfer – untergebracht. Unter ihnen waren 70 % weiblichen und 30 % männlichen Geschlechts; 60 % Kinder und Minderjährige und 30 % Greise.“

Nach dem Zerfall der Sowjetunion wurde Truskawez im Dezember 1991 Teil der nunmehr unabhängigen Ukraine. Im Jahr 2000 wurde in Truskawez für den Zeitraum von 20 Jahren eine Sonderwirtschaftszone gegründet. Bekannt als „Kurortopolis Truskawez“ (Курортополис Трускавец), bietet dieser verschiedene Steuerprivilegien für Unternehmen und Investoren. 13 Investitionsprojekte wurden in diesem Rahmen genehmigt, zum Großteil mit dem Schwerpunkt auf Gesundheit und medizinischer Behandlung.
Truskawez ist heute vor allem für seine heilenden Mineralquellen bekannt, es verfügt über eines der größten Vorkommen in der Ukraine. Die Besucher des Heilbades bedienen sich der verschiedenen „lokalen Wässer“. Das wohl berühmteste ist das nach Schwefel riechende, leicht salzige „Naftusia“-Wasser aus der gleichnamigen Hydro-Karbonat-Sulfat-Kalzium-Manganquelle.

## Persönlichkeiten
- Darija Hussjak (1924–2022), politische Aktivistin und Verbindungsperson der Ukrainischen Aufständischen Armee
- Juri Nikolajewitsch Balujewski (* 1947), russischer General

## Partnerstädte
- Limanowa, Polen
- Przemyśl, Polen
- Dolný Kubín, Slowakei
- Samtgemeinde Wathlingen, Deutschland